# Palaeoptera
Palaeoptera (från grekiskan palaeo = 'gammal', 'inaktuell', ptera = 'vingar'; stavas även Paleoptera, synonym Palaeodictyopterida) är omdebatterad infraklass bland bevingade insekter som till skillnad mot infraklassen Neoptera inte har eller hade förmågan att lägga vingarna utmed bakkroppen under vila. Bortsett från dagsländor och trollsländor är samtliga ordningar inom Palaeoptera utdöda.
Förmågan att fälla tillbaka vingarna kan kanske inte låta som en fundamental skillnad men komplexiteten i mekanismen för att fälla ihop vingarna och mekanismen för att använda vingarna vid flygning gör att detta kan användas som monofyletisk särskiljning. Problemet är att avsaknaden av förmågan att fälla tillbaka vingarna inte är tillräcklig för att utgöra en naturlig grupp, de kan helt enkelt vara det som blir över efter att Neoptera-arterna har tagits bort. Relationen mellan de nu levande dagsländorna och trollsländorna och övriga ordningar inom Neoptera har inte avgjorts än. Det finns tre olika teorier, och enligt två av dem är Palaoptera parafyletisk, vilket skulle göra Palaeoptera till en artificiell gruppering som borde överges. Dock, om man endast tar hänsyn till nu levande arter visar molekylära och morfologiska data på att dagsländor och trollsländor är mer släkt med varandra än med Neoptera.